# Civil Marriage Act
De Civil Marriage Act (volledige titel: An Act respecting certain aspects of legal capacity for marriage for civil purposes) is een Canadese wet die het mogelijk maakt dat partners van hetzelfde geslacht kunnen trouwen in alle delen van Canada.
Toen de wet in werking trad, was het homohuwelijk door gerechtelijke uitspraken al mogelijk in de meeste Canadese provincies, met uitzondering van Alberta en Prince Edward Island en de "territories" Nunavut en Northwest Territories.
Het wetsvoorstel was tijdens de eerste sessie van het 38ste Parlement op 1 februari 2005 ingediend onder de naam Bill C-38. De wet werd op 28 juni 2005 aangenomen door het Lagerhuis en op 19 juli 2005 ook door de Senaat. Op 20 juli 2005 verkreeg de wet koninklijke goedkeuring.